# Zoya Schleining
Zoya Schleining (geborene Soja Awrumiwna Leltschuk, ukrainisch Зоя Аврумівна Лельчук; * 6. September 1961 in Lwiw, Ukrainische SSR) ist eine deutsche Schachspielerin ukrainischer Herkunft. Seit 1987 trägt sie den Titel Großmeister der Frauen (WGM), seit 2016 zusätzlich den Titel Internationaler Meister.

## Schach
Zoya Schleining nahm an Meisterschaften der Frauen in der UdSSR teil, wie 1980 in Alma-Ata, 1986 in Frunse und 1989 in Wolschski. Im Jahre 1985 errang sie eine Bronzemedaille in der Einzelwertung bei der sowjetischen Mannschaftsmeisterschaft 1985.
Im Jahre 1990 wurde sie Erste im Dresdner Frauenturnier, vor Ljudmila Saizewa und Gundula Nehse. 1990 in Moskau teilte sie zusammen mit Marta Litinskaja den ersten Platz. Im Jahre 1993 nahm sie am Interzonenturnier der Frauen in Jakarta teil, das Ketewan Arachamia gewann. 1994 spielte sie bei der Offenen Deutschen Meisterschaft der Frauen in Wuppertal. 1994 holte sie bei dem Internationalen Damenturnier in Halle 9 Punkte aus 10 Partien. Im Jahre 1995 wurde sie in Dresden Erste vor Antoaneta Stefanowa, Margarita Wojska und Jordanka Mičić. Im Jahr 2000 in Bühlertal war es hinter Joanna Dworakowska ein geteilter zweiter Platz, mit Natalia Kisseljewa und Alisa Marić. Im Jahre 2015 gewann Schleining die deutsche Meisterschaft der Frauen, nachdem sie 2014 bereits bei der deutschen Schnellschachmeisterschaft der Frauen den Titel holte.
Seit 1997 nahm sie mit guten Ergebnissen am Post-Open in Düsseldorf teil. Beim Offenen Sodinger Schnellschachturnier 2011 belegte sie mit 6,5 Punkten den dritten Platz, hinter Arkadius Georg Kalka und Daniel Hausrath mit je 8 Punkten aus 9 Partien.
Im Januar 2016 lag sie auf dem dritten Platz der deutschen Elo-Rangliste der Frauen. Seit September 2016 trägt Schleining den Titel eines Internationalen Meisters, die erforderlichen Normen erfüllte sie im März 2012 bei der Europameisterschaft der Frauen in Gaziantep sowie in der Saison 2015/16 der deutschen Bundesliga der Frauen.
| Die zur Anzeige dieser Grafik verwendete Erweiterung wurde dauerhaft deaktiviert. Wir arbeiten aktuell daran, diese und weitere betroffene Grafiken auf ein neues Format umzustellen. (Mehr dazu) |

### Vereine
Zoya Schleining ist Mitglied im SV Letmathe, mit dem sie in der Saison 2014/15 in der NRW-Klasse spielt. In der Saison 2013/14 spielte sie mit dem Düsseldorfer SK 1914/25 in der 2. Bundesliga West.
In der Frauenbundesliga spielte sie von 1999 bis 2004 für den SK Turm Emsdetten, mit dem sie 2001 die Meisterschaft gewann, von 2011 bis 2013 für den SV Mülheim-Nord, seit 2013 spielt sie bei den SF Deizisau.

### Nationalmannschaft
Zoya Schleining wurde zum ersten Mal bei der Mannschaftseuropameisterschaft der Frauen 2013 in Warschau in die deutsche Nationalmannschaft berufen. Sie erreichte am zweiten Brett 2,5 Punkte aus 6 Partien. Das gleiche Ergebnis erzielte sie bei der Schacholympiade 2014.